# Koimla
Koimla – wieś w Estonii, w prowincji Sarema, w gminie Lümanda.